# Sultanat de Bornu
El sultanat de Bornu es va fundar al segle xiv, a partir de l'Imperi de Kanem al segle vii o VIII i va adoptar aquest nom. El títol dels sobirans era mai, i sovint anomenat soldà. Després de la intervenció dels poders colonials i les conquestes de Rabah el 1893 la dinastia es va fraccionar (1901) amb una branca a Dikwa (Camerun alemany) i una a Kukawa i després a Yerba, sota protectorat britànic, el 1902. Dikwa fou confiat en mandat als britànics després de la I Guerra Mundial. Les dos branques van continuar fins al 1937, quan l'estat fou reunificat.

## Ètnies i llengües
Les principals ètnies del sultanat foren els kanuri, els fulani, els haussa, els àrabs shuwa i els bura. La llengua principal és el kanuri, seguida del fulfulde (fulani).

## Història
El 666 Uqba ibn Nafi va arribar fins al Tibesti. En aquesta zona cap al sud es va formar el regne de Kanem, segons la llegenda per un tal Sayf, suposat descendent del himiarita Sayf ibn Dhi Yazan, llegenda que fou inventada totalment, ja que l'origen fou un regne format pels berbers o tuareg, com a classe dirigent que van dominar als kanuri; els sobirans portaven el títol de Maghumi; la classe dirigent pertanyia als Sayfawa, que havien vingut probablement de Fezzan i van tenir capital a Nijmi.
Kanem es va islamitzar al segle xi, quan el mai Umme es va convertir, i es va estendre al segle xii fins a Egipte al nord-est i fins a Dikwa al sud. Ibn Khaldun esmenta al rei de Kanem i senyor de Bornu, que probablement formava la part sud de l'imperi, del llac Txad a Dikwa. La dinastia Sayfida original fou enderrocada el 1389 per una branca familiar. Això va provocar una emigració de tribus.
Els kanuri es van desplaçar a l'oest del llac Txad i el 1470 van fundar l'estat de Bornu, amb capital a Birni N'gazargamu, a la riba del riu Yo. Encara que el 1507 Nijmi fou conquerida temporalment, i l'antic Kanem va esdevenir una província, la capital no es va modificar. Els seus sobirans es titulaven "mai" i al segle xvi n'hi va haver alguns d'especialment capacitats com Mohammad (1526-1545), Dunama VI (1546-1563) i Abdullah III (1563-1573), que van engrandir el regne, ajudats per la desaparició de l'imperi songhay pels marroquins (1592), el seu rival al Sàhara occidental. El sobirà més important fou Idris III Alaoma (1580-1602) que va portar les seves tropes fins a Kano i va sotmetre al sultà de l'Aïr i als tubus. Aquest regnat va anar seguit de dos segles de certa pau, encara que a mitjan segle xvii els tuareg i els kwararafa van atacar la capital però sense èxit; es coneixen diverses fams al segle xvii i XVIII, una de les quals va durar set anys.
Al segle xix la guerra santa dels fulani a l'oest, va tenir repercussions a Bornu, i el domini sobre els estats hausses (entre Bornu i Sokoto) va ser disputada. El 1808 els fulanis del país, reunits a Gujba, van derrotar el mai Ahmad ibn Ali i van saquejar la capital Birni N'gazargamu. Un dels caps vencedors va fundar la ciutat i emirat de Katagum amb el nom de Sarkin Bornu. Ahmad va fugir al Kanem on va demanar ajut al notable cap local Muhammad al-Amin al-Kanemi, que gaudia de gran prestigi pels seus viatges i els seus coneixements. Muhammad va restablir a Ahmad però aquest va morir al cap de molt poc; els fulanis, temporalment rebutjats, van retornar a la seva mort, i el fill i successor Dunama IX Lefiami va demanar altre cop ajut a al-Kanemi.

Borno en 1810

Muhammad va vèncer als fulanis i a Baguirmi i va restaurar a Dunama com a sobirà del Bornu, però després va instal·lar la dinastia com a sobirana del Kanem-Bornu, mentre ell mateix es va instal·lar a Kuka o Kukawa com a verdader sobirà de Bornu, sent el verdader poder a l'ombra de Kanem-Bornu; després d'algunes campanyes va sotmetre el Baguirmi; el 1822 al-Kanemi va rebre la visita de l'explorador Denham; el 1826 va intentar restablir l'autoritat del Bornu-Kanem sobre els estats hausses sense gaire èxit, i finalment, derrotat, va morir el 1837. El va succeir el seu fill gran Umar, que va concertar la pau amb els fulanis. Durant les negociacions el sobirà de Bornu i Kanem, Ibrahim IV de Kanem va intentar obtenir l'ajut d'Ouadai per expulsar els kanemites però el complot va fracassar i Ibrahim fou executat (1846) i el seu fill Ali IV Dalatumi va morir en combat; llavors Umar Shehu va agafar de iure el títol que ja tenia de facto, de sobirà de Bornu (Bornu-Kanem); oficialment el títol adoptat fou el de Shehu (Shaykh o xeic) i va establir la dinastia Kanembu. Kuka o Kukawa que havia estat destruïda en les darreres lluites contra Ouadai, fou restaurada. La guerra amb Ouadai va continuar de manera endèmica.
Shehu Umar va rebre a Kukawa el 1851 i 1855 al doctor Heinrich Barth. En aquest temps el territori occidental de Zinder es va fer independent. En aquest temps també van arribar al Kanem els àrabs Ulad Sliman (Awlad Sulayman) i Omar els va confiar la vigilància de la frontera amb Ouadai, però van aprofitar la situació i van saquejar el Kanem del que eren els verdaders amos quan va visitar la zona Nachtigal el 1871.
El 1893 Rabah, vingut d'Ouadai, va envair el país amb dos mil homes ben entrenats i va derrotar les forces de Bornu dirigides per un general del shehu Hashim a la batalla d'Amja, i tot seguit al mateix shehu a Ngala. Rabah va ocupar Kukawa que va saquejar i va retornar a Dikwa que va esdevenir el seu quarter general. Hashim fou assassinat en la seva fugida per orde de Muhammad al-Amin àlies Kiari, el qual va anar des de Geidam per enfrontar a Rabah; els dos exèrcits es van trobar a Gashegar i Rabah va obtenir la victòria final. Kiari fou executat i Rabah va quedar amb el control de Bornu.
Establert a Dikwa va dirigir un règim militar que va fer expedicions per la regió que van desorganitzar tot el país fins que el 1900 fou derrotat pels francesos del general Lamy a la batalla de Kousséri. El fill de Rabah, Fadl Ahmad va fugir cap a l'oest perseguit pels francesos, i finalment mort el 13 d'agost de 1901 per les tropes del capità Dangeville a un combat a Gujba (en territori de la moderna Nigèria a uns 240 km de la frontera entre britànics i francesos que encara no havia estat definida sobre el terreny, després de la convenció anglofrancesa del 21 de març de 1899). Els francesos (que van ocupar la zona fins al 1905) van portar al tron a Sanda Kura, fill del shehu Ibrahim però es va mostrar incapaç de complir els seus deures i finalment els britànics van restaurar la dinastia posant al tron al seu germà Shehu Bukar Garbai amb seu a Mongonu i més tard a Kukawa i finalment a Yerwa (1907) prop de Maiduragi. El 1902 els senusites es van revoltar però la conquesta de la seva zawiya a Bir Alai va posar aminorar el conflicte (1902) i finalment el cap senusita Aba Ahmad al-Sanusi es va sotmetre el 1905. Mentre el territori de Dikwa, va ser dominat (1902) per una segona branca, i fou incorporat al Camerun alemany fins que després de la I Guerra Mundial va retornar a Nigèria com a mandat. Les dos branques van quedar reunificades el 1937 sota Umar III ibn Muhammad al-Amin Kiari (a Dikwa 1917-1937, a tot Bornu 1937-1968).
El sultanat s'ha mantingut com un estat tradicional africà reconegut per quatre milions de kanuris arreu del món. La seva seu actual és a Maiduguri. El sultà Mustafa ibn Umar al-Kanemi va morir el febrer de 2009.

## Llista de reis (maghira) de Kanem de la primera dinastia sayfida
| - Dugu floriment vers 785 - Fune fl. vers 835 - Aritso fl. vers 893 - Katuri fl. vers 942 - Ayoma fl. vers 961 - Bulu fl. vers 1019 - Arki fl. vers 1035 - Shu fl. vers 1077 - Abd al-Djel fl. vers 1081 - Umme 1085-1097 - Dunama I 1098-1150 | - Biri I 1150-1176 - Bikoru 1176-1193 - Abd al-Djel Selma 1193-1210 - Dunama II Dibbalem 1210-1224 - Kade 1224-1242 - Kachim Biri 1242-1262 - Djil 1262 - Dari 1262-1281 - Ibrahim I Nikale 1281-1301 - Abdullah I 1301-1320 - Selma 1320-1323 | - Kure Gana 1323-1325 - Kure Kura 1326-1327 - Mohammed I 1327-1329 - Idris I 1329-1353 - Daoud 1353-1356 - Othman I 1356-1369 - Othman II 1369-1371 - Abu Bakr Lagatu 1371-1372 - Idris Dunama III 1372-1380 - Omar I 1380-1388 - Said 1388 - Kade Alunu 1388-1389 |

## Llista de reis (mais) de Bornu
| Segona dinastia Sayfida - Biri II 1389-1421 - Othman Kalinuama 1421-1422 - Dunama IV 1422-1424 - Abdullah II 1424-1432 - Ibrahim II 1432-1440 - Kadai 1440-1446 - Dunama V 1446-1450 - Mohammed II 1450-1451 - Amarma 1451-1453 - Mohammed III 1453-1458 - Ghazi 1458-1463 - Othman III 1463-1473 - Omar II 1473-1474 - Mohammed IV 1474-1479 - Ali Gazi 1479-1507 - Idris II Katakarmabe 1507-1526 - Mohammed V 1526-1545 - Ali I 1545-1546 - Dunama VI 1546-1563 - Abdullah III 1563-1573 - Aissa Kili N'guirmamaramama (reina) 1573-1580 - Idris III Alaoma 1580-1602 - Mohammed VI Bukalmarami 1602-1632 - Ibrahim III 1632-1639 - Hadj Omar 1639-1657 - Ali II 1657-1694 - Idris IV 1694-1711 - Dunama VII 1711-1726 - Hadj Hamdan 1726-1738 - Mohammed VII 1738-1751 - Dunama VIII Gana 1751-1753 - Ali III 1753-1793 - Ahmad 1793-1808 - Dunama IX Lefiami 1808-1811 - Mohammed VIII 1811-1814 - Dunama IX Lefiami 1814-1817 (segona vegada) - Ibrahim IV 1817-1846 - Ali IV Dalatumi 1846 | Dinastia Kanembu - Muhammed al-Amin I 1814-1837 (regent/ministre) - Umar ibn Muhammed al-Amin (Umar Kura) 1837-1853 (1837-1846 regent/ministre) - Abdul Rahman ibn Muhammad al-Amin 1853-1854 - Umar (segona vegada) 1854-1881 - Abu Bakr ibn Umar Kura (Bukara Kura) 1881-1884 - Mustafa Kura ibn Muhammad al-Amin 1884 - Ibrahim ibn Umar Kura 1884-1885 - Hashim ibn Umar Kura 1885-1893 - Muhammad al-Amin II ibn ibn Abi Bakr al-Amin Kiyari 1893 - Sanda ibn Abi Bakr Limanambe Wuduroma 1893 Rabah - Rabah (Rabih Zubayr ibn Fadl Allah) 1893-1900 - Fadl Ahmad ibn Rabah 1900-1901 Kanembu (a Kukawa) - Umar Sanda Kura Limananbe Wuduroma (Umar II ibn Ibrahim Bukarmi) 1901 a Dikwa-Kukawa i 1901-1902 a Kukawa - Aba Ahmad Sanusi (rebel) 1902 - 1905 - Shehu Ali Bukar ibn Ibrahim Bukarmi Jarbay 1902-1922 - Umar Sanda Kura Limananbe Wuduroma (Umar II ibn Ibrahim Bukarmi) 1922-1937 (segona vegada) Kanembu (a Dikwa) - Ali ibn Ibrahim Bukarmi Garbay 1901-1902 - Mustafa Gumsumi 1902 - Umar ibn Abi Bakr 1902 - 1905 - Ibrahim ibn Abi Bakr 1905 - 1906 - Umar ibn Abi Bakr 1906 - 1917 (segona vegada) - Umar ibn Muhammad al-Amin Kiyari 1917 - 1937 - Mustafa ibn Ibrahim Bukarmi 1937 ` Sultans de Bornu (reunificat) - Umar III ibn Muhammad al-Amin Kyari 1937-1968 - Umar IV ibn Ali Bukarmi Garbay 1968-19?? - Mustafa ibn Umar Sanda 19??-1975 - Umar V ibn Abi Bakr Garbay 1975 - Mustafa ibn Umar Kyari 1975-2009 - Alhaji Kyari Garbay 2009- |

## Genealogia dels shehu (shaykhs o sultans)
- Shehu Muhammad al-Amin al-Kanemi (+1837)[a]
  - Shehu Umar, soldà 1835-1880
    - Shehu Bukar 1880-1884
      - Shehu Muhammad al-Amin Kiyari (executat per Rabah el 1893)
        - Shehu Umar (Sanda Kiarimi) de Dikwa 1917-1937 de Bornu 1937-1968

      - Shehu Umar de Dikwa 1902-1917

    - Shehu Ibrahim 1884-1885
      - Shehu Umar (Sanda Kura) de Kukawa 1901-1902, i 1922-1937, de Dikwa 1901
        - Shehu Mustafa ibn Umar de Bornu ?-1975

      - Shehu Ali Bukar Garbai de Kuawa 1902-1922, de Dikwa 1901-1902
        - Umar ibn Ali de Bornu 1968-?

      - Shehu Mustafa de Dikwa 1937

    - Shehu Hashim 1885-1893

  - Sehu Abd al-Rahman, revoltat el 1854 i proclamat rei, fou derrotat i executat
  - Mustafa Kura, revoltat i proclamat 1884